# Chafford Hundred
Chafford Hundred är en ort i Storbritannien.   Den ligger i kommunen Thurrock och riksdelen England, i den sydöstra delen av landet, 29 km öster om huvudstaden London. Chafford Hundred ligger 16 meter över havet och antalet invånare är 13 466.
Terrängen runt Chafford Hundred är platt, och sluttar norrut. Runt Chafford Hundred är det tätbefolkat, med 881 invånare per kvadratkilometer. Närmaste större samhälle är Bexley, 11,4 km sydväst om Chafford Hundred. Runt Chafford Hundred är det i huvudsak tätbebyggt.